# Мечеть Деггарон
Мечеть Деггарон (узб. Deggaron masjidi) — одна из самых ранних сохранившихся исламских культовых построек на территории современного Узбекистана. По последним исследованиям время постройки мечети примерно датируется XI веком, не ранее XII века нашей эры.

## История
Мечеть в селении Хазара была обнаружена, вероятно, Пенджикентской экспедицией (1946) под руководством А. Ю. Якубовского, организованной Государственным Эрмитажем. По результатам проведённого исследования, время постройки мечети было датировано Якубовским VII—IX веками. Известны также более ранние топографические планы объекта, датируемые 1910 годом, выполненные итальянской экспедицией. Впоследствии было проведено ещё несколько исследований для досконального изучения и описания этого уникального сооружения. Название мечети связано с процветавшим в Средних веках в данной местности гончарным ремеслом — «деггарон» означает «горшечник».
Мечеть Деггарон является одной из наиболее ранних исламских культовых построек на территории современного Узбекистана. Строение, приблизительно датируемое XI веком, воздвигнуто на постройке ещё более раннего периода, вокруг мечети археологами были обнаружены остатки стен древнего городища. Для сравнения, самая старая из частично сохранившихся мечетей Бухары — Магоки-Аттари была построена в XII веке на месте саманидской мечети Мох.

## Архитектура
Уникальность мечети заключается также в необычности архитектурного стиля, более типичного для культовых сооружений доисламского периода и напоминающего по строению зороастрийские храмы, для которых также была характерна центрально-купольная система, с опорой на четыре несущих столба, подобное архитектурное решение присуще и ранним христианским церквям.
Для исламских культовых построек характерно использование купольных перекрытий, однако в ранних сооружениях использовался не единый купол, а система из нескольких куполков с опорой на несущие колонны. К строениям с подобной архитектурой относятся мечеть в комплексе Хакими ат-Термези (XI—XII вв.), мечеть Чор Сутун в Термезе (X—XI вв.), мечеть Магоки-Аттари в Бухаре (XII в.). Стены мечети сложены из необожжённой глины, а девять куполов типа «балхи», самый большой из которых имеет диаметр 3 метра, и поддерживающие её четыре колонны из жжённого кирпича. Колонны установлены на фундаменте из известняка. Купола установлены на стрельчатые арки с опорой на несущие колонны и стены здания. Арки центрального купола декорированы ганчем. Первоначально к мечети примыкал двухъярусный деревянный айван, который был снесен во время первой реставрации здания.

## Современное состояние
Мечеть Деггарон является действующей. Здание мечети было отреставрировано, на прилегающей к нему территории создан исторический комплекс, включающий в себя краеведческий музей. На территории комплекса также находится ханака и надгробие шейха Арифа Деггарони, который считается одним из наставников Бахауддина Накшбанда.
При хокимиате Навоийской области действует фонд «Деггароний».

## Галерея

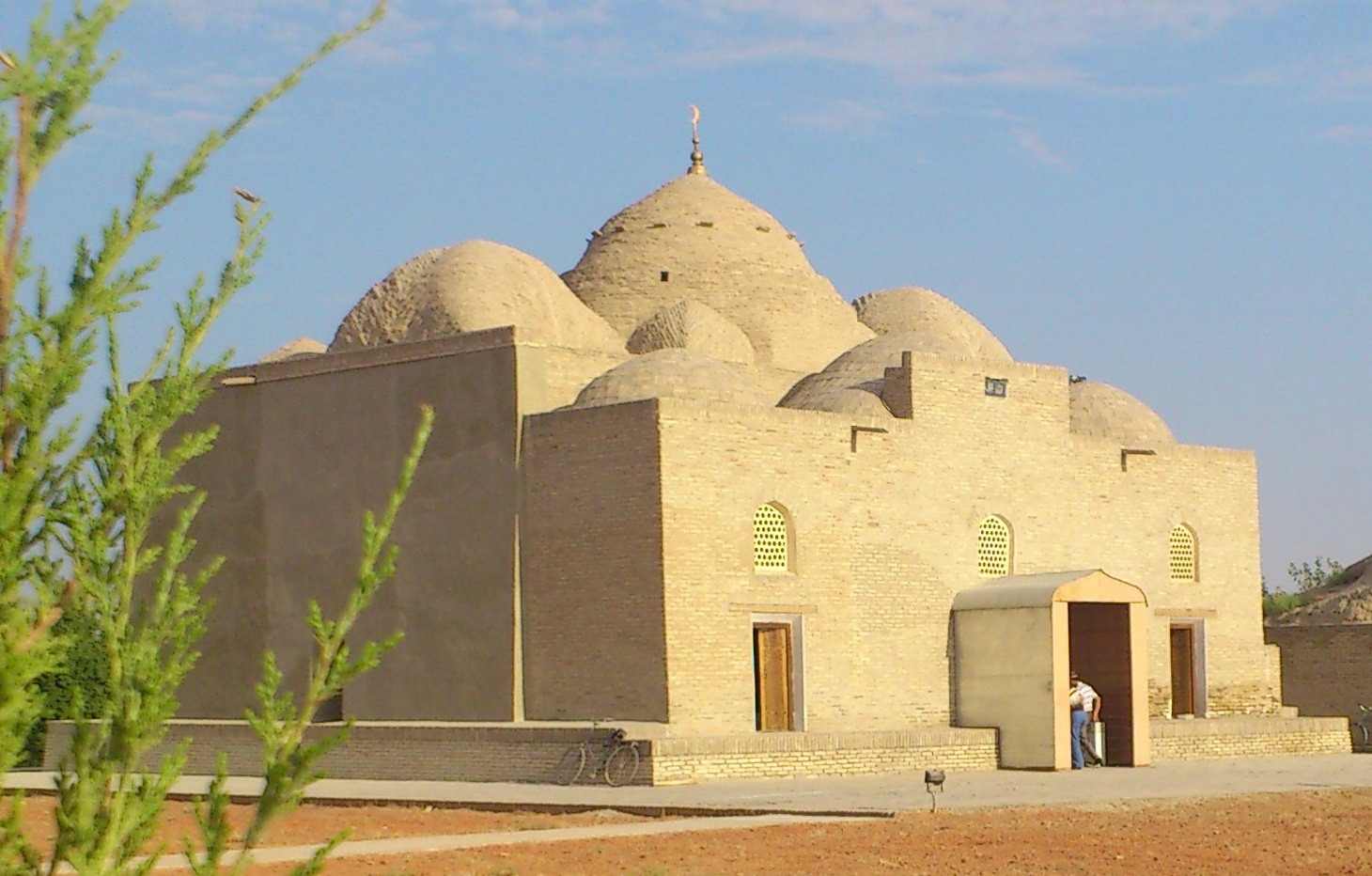
Общий вид мечети Деггарон
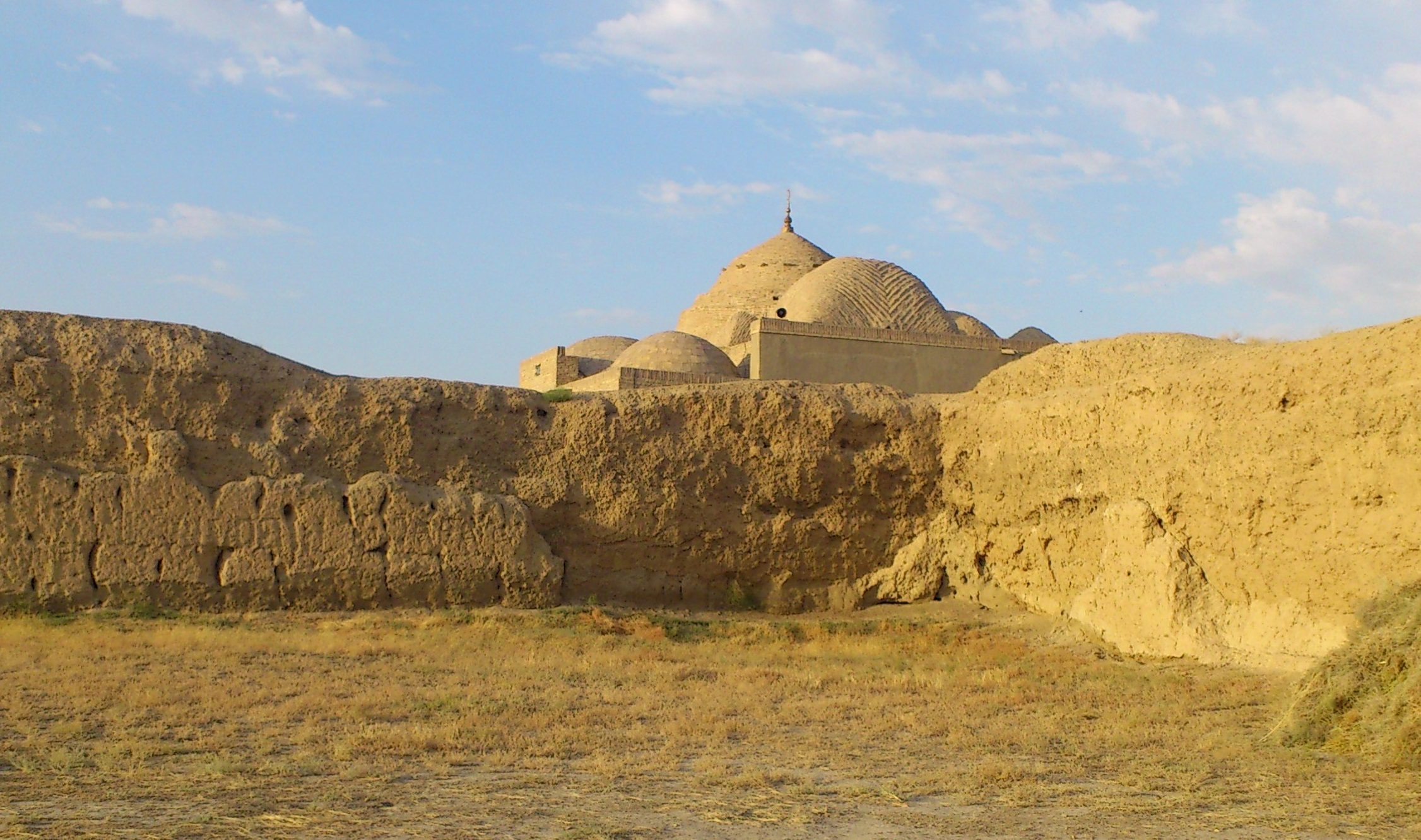
Вид на мечеть Деггарон со стороны остатков стен древнего городища
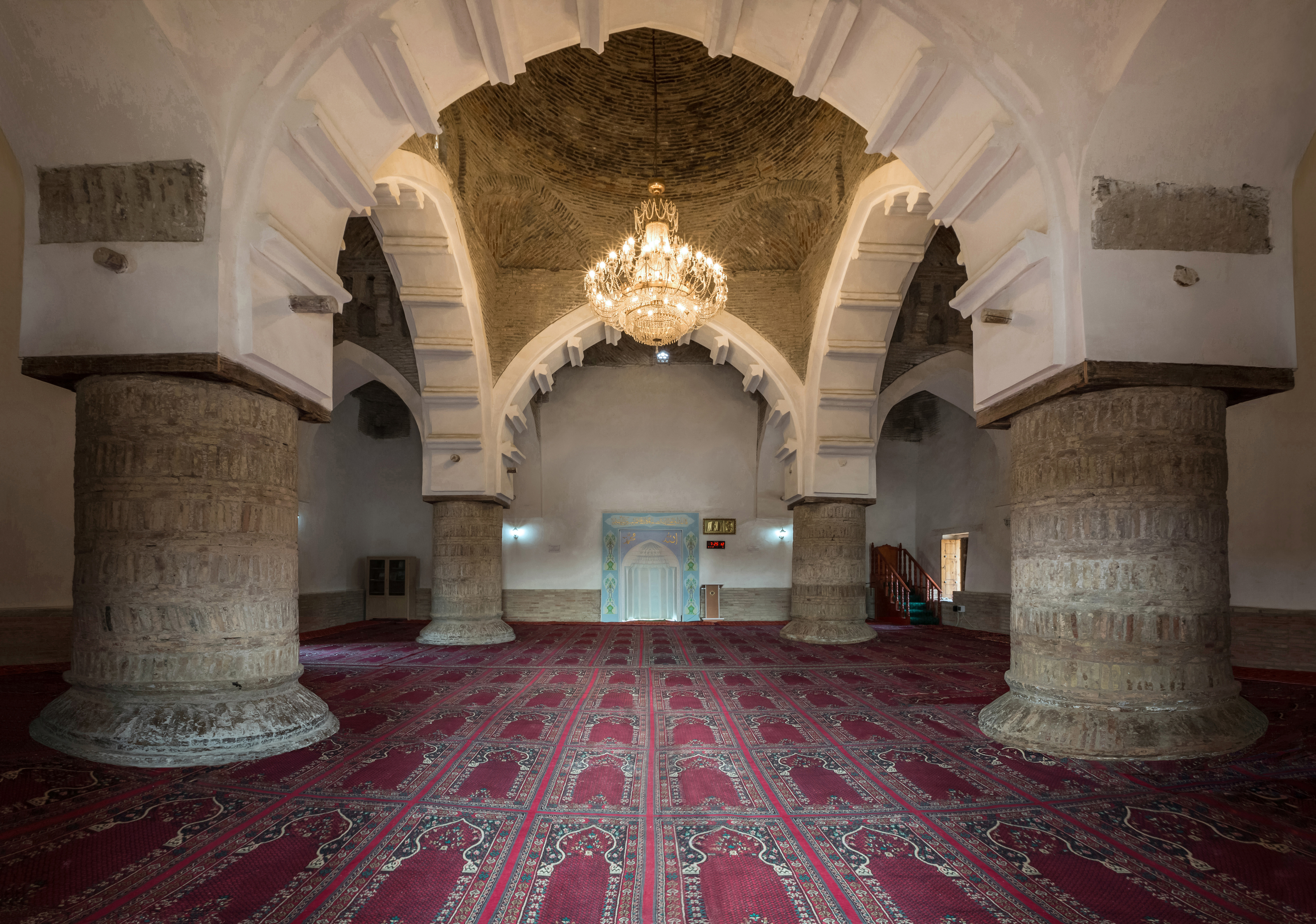
Интерьер мечети Деггарон